# 麦地坪白族乡
麦地坪白族乡，是中华人民共和国湖南省张家界市桑植县下辖的一个乡镇级行政单位。

## 行政区划
麦地坪白族乡下辖以下地区：
广家山村、麦地坪村、芦阳村、黄山峪村、栗山亚村、青峰溪村、农科站村和水田坪村。